# منطقة راتنجاري
راتنجاري رمزها «RT» (بالإنجليزية: Ratnagiri)‏ ، هو تقسيم إداري لدولة الهند تتبع ولاية ماهاراشترا (بالإنجليزية: Maharashtra)‏ ، مركزها هو مدينة راتنجاري (بالإنجليزية: Ratnagiri)‏ عدد سكانها حسب تعداد سنة 2001 هو 1,696,482 ، مساحتها 8,208 كم² وكثافة السكان 207 لكل كم² .